# Lối về miền hoa
Lối về miền hoa (tên cũ: Tháng năm rực rỡ sắc màu) là một bộ phim truyền hình được thực hiện bởi Trung tâm Phim truyền hình Việt Nam, Đài Truyền hình Việt Nam do Vũ Minh Trí làm đạo diễn. Phim phát sóng vào lúc 21h40 thứ 2, 3, 4 hàng tuần bắt đầu từ ngày 7 tháng 2 năm 2022 và kết thúc vào ngày 30 tháng 3 năm 2022 trên kênh VTV3.

## Nội dung
Lối về miền hoa xoay quanh "ba chàng lính ngự lâm" cùng lớn lên ở một làng hoa ven đô và câu chuyện trưởng thành của họ. Lợi (Trọng Lân) – một thanh niên trẻ 25 tuổi, sống bằng nghề buôn hoa, cất hoa từ làng rồi đổ lại cho các cửa hàng hoa trong tỉnh. Vì là con của người đàn ông giàu nhất phố huyện nên Lợi mang theo tâm lý làm cho vui, không cần lo nghĩ đến ngày mai. Lợi cùng hai người bạn là Linh béo (Lâm Đức Anh) và Bão (Mạnh Quân) đã nổi tiếng khắp phố huyện và làng hoa vì tính nghịch ngợm, thích phá làng phá xóm và những tình huống dở khóc dở cười của mình.

## Diễn viên

### Diễn viên chính
- Nguyễn Trọng Lân trong vai Lợi[9]
- Nguyễn Anh Đào trong vai Thanh[10]
- Nguyễn Thanh Bình trong vai Ông Lâm[11]
- Đàm Hằng trong vai Hoa[11]
- Tô Dũng trong vai Nghĩa[12]
- Mạnh Quân trong vai Bão[13]
- Lâm Đức Anh trong vai Linh[14]
- Quỳnh Châu trong vai Phương
- Hàn Trang trong vai Tố
- Hán Huy Bách trong vai Thắng

### Diễn viên phụ
- Hồ Phong trong vai Ông Hoá
- Tuấn Cường trong vai Mạnh
- Hoàng Tùng trong vai Bạn ông Hoá
- Hồng Liên trong vai Mẹ Linh
- Tiến Huy trong vai Huy
- Nguyễn Thuận trong vai Tú
- Trúc Quỳnh trong vai Vợ Tú
- Trịnh Huyền trong vai Hương
- Lê Hà trong vai Mây
- Hà Lê trong vai Hà

Cùng một số diễn viên khác...

## Nhạc phim
- Lối về miền hoa

Sáng tác: Trần Quang Duy
Thể hiện: Minh Vương
- Câu chuyện tình yêu

Sáng tác: Trần Quang Duy
Thể hiện: Lâm Bảo Ngọc
- Vẫn còn giai tốt[15][16]

Sáng tác: Nguyễn Đình Vũ
Thể hiện: Minh Vương

## Sản xuất và phát sóng
Lối về miền hoa do Vũ Minh Trí chịu trách nhiệm đạo diễn. Kịch bản phim được chắp bút bởi Trịnh Khánh Hà, Minh Ngọc và Thu Hà, với tổng số tập là 24. Đây là vai diễn đầu tiên, cũng là vai chính của nữ diễn viên Anh Đào trong một bộ phim truyền hình. Diễn viên Nguyễn Trọng Lân đã được giao vai nam chính dù trước đó anh tham gia tuyển vai vào vai phụ khác trong đoàn, và phải chuẩn bị gấp rút khi biết mình sẽ đảm nhận vai diễn trước khởi quay 10 ngày. Phần phim phát sóng trước, Thương ngày nắng về, đã tạm dừng phát sóng sau tập 33 do không đảm bảo được điều kiện ghi hình vì đại dịch COVID-19 từ trước Tết và bộ phim nhanh chóng được thế sóng sau đó.

## Đón nhận
Tại thời điểm phát sóng, Lối về miền hoa đã nhanh chóng gây "sốt" và nhận về phản hồi tích cực từ người xem, được cho là vì kịch bản hài hước, nhiều tình huống bất ngờ cùng diễn xuất chân thực của dàn diễn viên trẻ. Kết thúc của phim cũng làm hài lòng khán giả vì "viên mãn", "nhẹ nhàng". Tác phẩm còn thu hút sự quan tâm của người xem qua các trích đoạn phim và video nhạc phim trên mạng xã hội. Hai diễn viên trong phim là Nguyễn Thanh Bình và Đàm Hằng đã được khen ngợi vì lối diễn đáng yêu và duyên dáng của mình.
Sau khi phim kết thúc, một bài viết của tạp chí Thế giới Điện ảnh đã đánh giá cao bộ phim và gọi tác phẩm là "bất ngờ lớn nhất của màn nhỏ Việt" năm 2022 khi đem đến dư vị mới lạ cho khán giả và không hề lạm dụng tình tiết bi kịch quá đà như những phim phát sóng cùng giờ khác.